# 河野通幸
河野 通幸（こうの みちゆき）は、安土桃山時代から江戸時代前期の医師。江戸幕府奥医師。松安（しょうあん）あるいは松庵と称した。

## 生涯

### 出自と前半生

#### 『寛政譜』本文の記載
『寛政重修諸家譜』（以下『寛政譜』）が本文で採用するところによれば、伊予国宇摩郡の住人であった河野治伝の子。『寛政譜』では治伝の子として1男3女を載せており、末子が松安である。没年と享年から逆算すれば、松安は天正10年（1582年）の生まれとなる。
河野治伝は天正16年（1588年）に妻子を伴って京都に出た。松安は小早川隆景に仕え、朝鮮出兵に従軍した際に朝鮮で医学書『三因方』を入手、そののち長崎で医学を修めたという。ただし、松安の生年を天正10年（1582年）とするならば、小早川隆景（1597年死去）への仕官や朝鮮出兵（1592年 - 1598年）への従軍は10代前半までの出来事となる。後述のように、小早川家に仕えて朝鮮出兵に従軍したのは父の治伝という説もある。

#### 異説
『寛政譜』編纂時の呈譜（河野家から提出された系譜）によれば、本項の人物の号を松安あるいは松庵、諱を通幸とする。その父（河野治伝）は五郎左衛門通縄といい、故郷を去って三河国に至り、徳川家康に仕えたと主張する。なお、河野家は伊予国の河野氏の傍流とされ、河野刑部大輔通宣―河野左京大夫通昌―五郎左衛門（越前守）通長―五郎左衛門通明―五郎左衛門通縄（治伝）との系譜を主張する。
明治期に編纂された浅田栗園（宗伯）『皇国名医伝』は、父の河野治伝（通縄）についての項目を立てており、『寛政譜』とは若干異なる情報を伝える。すなわち、河野通縄は河野通信という人物の子であり、豊臣秀吉によって河野氏が滅ぼされた際に通縄は難を逃れ、通称「伝治」を逆さにして「治伝」を号して医者になった。治伝は小早川隆景に仕えて朝鮮出兵に従軍、朝鮮で『三因方』を入手し、長崎で医術を行った。その後、治伝は京都に移り住んだといい、父の医業を継いだ松安も声望があったという。

### 奥医師としての活動
松安は元和6年（1620年）12月4日に召し出されて将軍世子家光に仕えることとなり、奥医師となって蔵米400俵を給された。のちに御匙を務める。寛永5年（1628年）5月9日、法印に叙される（同僚の岡孝賀と同時）。
寛永11年（1634年）家光の上洛や、同13年（1636年）の日光参詣に扈従している。
慶安元年（1648年）4月8日死去、67歳。家督は長男通宗（良以）が継承し、代々医師として幕府に仕えた。

## 家族・親族
通幸までの系譜をめぐる諸説については本文参照。

### 姉：寿林尼
『寛政譜』によれば、姉の1人（治伝の三女）は崇源院（徳川秀忠正室・江）に仕え、のち徳川家光に老女として仕えた。徳川家光が没すると出家して「寿林」と称した。
寿林尼は徳川家綱から100人扶持を与えられた。寿林尼は大甥にあたる河野通重（通幸の嫡男である通宗の長男）を養子として俸禄を継がせた（通重が継いだ際に蔵米300俵に改められている）。通重はのちに佐渡奉行・京都町奉行などの要職を務め、1000石まで加増された。

## 逸話
- 家光が小金原で鹿狩りを催した際、手負いの猪が家光の前に現れた。松安は家光の命を受け、無銘の刀で猪を仕留めた[1]。家光は通幸を賞するとともに、その刀に「獅子切」の名を与えた[1]。